# Víctor Guiñazú
Víctor C. Guiñazú (1847 - 9 de julio de 1922) fue un periodista, magistrado, auditor de guerra y político argentino. Fue ministro de gobierno y senador nacional por San Luis.
Fue gobernador delegado de Felipe Saá desde el 1 al 6 de abril de 1867.
El 27 de enero de 1867 el ejército revolucionario a manos de Francisco Álvarez y Felipe Saá invadió la San Luis sin resistencia (tercera ocupación militar de la ciudad). Tomaron prisionero al que hasta hace poco era gobernador, Justo Daract, y a su hermano, el senador nacional Mauricio Daract. Asumiendo provisoriamente la provincia Francisco Álvarez, realiza un acta junto con algunos vecinos para nombrar gobernador a Felipe Saá. Además ordena que Juan Saá se ponga al frente del ejército revolucionario. Al cabo unos meses delega el mando a su ministro Víctor Guiñazú para enfrentar a Wenceslao Paunero desde su cuartel instalado en Chorrillo (actualmente Juana Koslay). El ejército revolucionario resultó derrotado en la Batalla de San Ignacio y por consiguiente Guiñazú renunció al poder. 
Guiñazú poseía grandes condiciones oratorias. Dejó escritos dos trabajos, titulados “La separación de la Iglesia del Estado” y “La Comunidad del Derecho en el Derecho Internacional Privado”.